# Martin Forsmark
Martin Forsmark, född 1984, är en svensk polis och strongman utövare av internationell klass.
Till hans största meriter hör två segrar i "Sveriges starkaste man" samt att han kommit tvåa i tävlingen sex gånger och trea vid ett tillfälle. Han har även deltagit i "världens starkaste man" vid två tillfällen.
Forsmark har en tävlingsvikt på 150–155 kg och mäter 202 cm.
Forsmark gjorde sin första tävling i strongman på kvaltävlingen till Sveriges starkaste man 2005, han placerade sig i mitten av ett startfält på 27 tävlande och kvalade därmed inte till finalen. Enligt egna uppgifter var han vid tillfället 21 år gammal och vägde runt 125 kg.
2020 fick Forsmark möjligheten att för tredje gången ställa upp i världens starkaste man, denna gång i Bradenton, Florida, men det blev ingen start då han testades positiv för covid-19 och därmed inte kunde delta.